# Liste der Kulturdenkmale in Großdubrau

Wappen

In der Liste der Kulturdenkmale in Großdubrau sind die Kulturdenkmale der sächsischen Gemeinde Großdubrau verzeichnet, die bis August 2017 vom Landesamt für Denkmalpflege Sachsen erfasst wurden (ohne archäologische Kulturdenkmale). Die Anmerkungen sind zu beachten.
Diese Liste ist eine Teilliste der Liste der Kulturdenkmale im Landkreis Bautzen.

## Liste der Kulturdenkmale in Großdubrau
| Bild                                    | Bezeichnung | Lage                                                         | Datierung                                                                | Beschreibung | ID       |
| --------------------------------------- | --- | ------------------------------------------------------------ | ------------------------------------------------------------------------ | --- | -------- |
| Direkt Bild zu diesem Denkmal hochladen | Wegestein | August-Bebel-Straße, am Ortsausgang Richtung Brehmen (Karte) | 19. Jahrhundert                                                          | Verkehrsgeschichtlich von Bedeutung, Granit | 09252997 |
|                                         | Triangulationssäule Station 2. Ordnung | vor Crostaer Straße 12a (Karte)                              | 1865                                                                     | Sachgesamtheit Königlich-Sächsische Triangulirung ("Europäische Gradmessung im Königreich Sachsen"), Station 48 Großdubrau, technikgeschichtlich von Bedeutung: Die ursprünglich außerhalb des Ortes aufgestellte Säule befindet sich etwa 140 m östlich des aktuellen Zentrums. Die Nagelsäule in Großdubrau ist erhalten, aber sehr schwer zugänglich. Sie ist von einer Hecke umgeben, so dass die Inschrift nicht lesbar ist und die Sichtbeziehungen zu den benachbarten Standorten nicht mehr möglich sind. Die Inschrift lautet: "Station/GROSSDUBRAU/derKön:Sächs:/Triangulirung/1865." Auf der Rückseite ist das Zeichen "Δ" eingemeißelt. Der Pfeiler aus Nadelwitzer Granit steht auf quadratischem Grundriss. Der Sockel ist unbehauen, daran anschließend ein flaches Sims und eine profilierte Abdeckplatte. Die Höhe beträgt 1,90 m über dem Boden. Im Zeitraum 1862 bis 1890 erfolgte im Königreich Sachsen eine Landesvermessung, bei der zwei Dreiecksnetze gebildet wurden. Zum einen handelt es sich um das Netz für die Gradmessung im Königreich Sachsen (Netz I. Classe/Ordnung) mit 36 Punkten und die Königlich Sächsische Triangulierung (Netz II. Classe/Ordnung) mit 122 Punkten. Geleitet wurde diese Landesvermessung durch Christian August Nagel, wonach die Triangulationssäulen auch als "Nagelsche Säulen" bezeichnet werden. Dieses Vermessungssystem war eines der modernsten Lagenetze in Deutschland. Die hierfür gesetzten Vermessungssäulen blieben fast vollständig an ihren ursprünglichen Standorten erhalten. Sie sind ein eindrucksvolles Zeugnis der Geschichte der Landesvermessung in Deutschland sowie in Sachsen. Das System der Vermessungssäulen beider Ordnungen ist in seiner Gesamtheit ein Kulturdenkmal von überregionaler Bedeutung. | 09305033 |
| Direkt Bild zu diesem Denkmal hochladen | Gasthaus „Sächsischer Jäger“ ohne südlichen Anbau | Ernst-Thälmann-Straße 4 (Karte)                              | Bezeichnet mit 1900 an der Fassade                                       | Ohne südlichen Anbau, Putzbau mit Eckturm, baugeschichtlich und ortsgeschichtlich von Bedeutung | 09253009 |
|                                         | Denkmal für die Gefallenen des Ersten Weltkrieges | gegenüber Ernst-Thälmann-Straße 4 (Karte)                    | Nach 1918                                                                | Obelisk mit Inschrift auf fünfteiligem Sockel, ortsgeschichtlich von Bedeutung | 09253010 |
| Direkt Bild zu diesem Denkmal hochladen | Gemeindeamt | Ernst-Thälmann-Straße 9 (Karte)                              | 1930er Jahre                                                             | Zeittypischer Putzbau mit Walmdach, baugeschichtlich und ortsgeschichtlich von Bedeutung, zweigeschossiger, massiver Bau, verputzt, Walmdach mit holzverschalten Dachhäuschen, „Gemeindeamt“ in alter Schrift | 09253686 |
|                                         | Gasthaus „Zur Sonne“ mit integriertem Saal | Ernst-Thälmann-Straße 16 (Karte)                             | Bezeichnet mit 1896 in der Wetterfahne                                   | Putzbau mit Krüppelwalmdach und Fledermausgaupen, baugeschichtlich und ortsgeschichtlich von Bedeutung | 09253011 |
| Direkt Bild zu diesem Denkmal hochladen | Fabrikgebäude | Goethestraße, Ecke Am Sportplatz (Karte)                     | 1960er Jahre                                                             | Lehrwerkstatt, authentisch erhalten gebliebenes Zeugnis der Nachkriegsmoderne, baugeschichtlich von Bedeutung, zweigeschossiger Stahlbetonbau, vorkragendes Dach, nach oben ausladende Stützen, zwischen den Geschossen Keramikornamente | 09250748 |
| Direkt Bild zu diesem Denkmal hochladen | Fabrikantenvilla und Villengarten | Hermann-Schomburg-Straße 11 (Karte)                          | Um 1890                                                                  | Gründerzeitlicher Putzbau mit flachem Walmdach, Fassade mit Stilelementen der Neorenaissance, großer Villengarten mit altem Baumbestand, baugeschichtlich und ortsgeschichtlich von Bedeutung, zweigeschossig, Freitreppe, Gurtgesims mit Rankenwerk-Schmuckband (und Köpfen im 3/4-Relief) umlaufend, Eckrustizierung, Steinknaggen am Gebälk, Pilasterverzierung der Erdgeschoss-Fenster | 09253014 |
| Direkt Bild zu diesem Denkmal hochladen | Huthaus (Sozialgebäude) und Fabrikationsgebäude für die Herstellung von Hochspannungsporzellan (heute Museum) mit Ausstattung als Bestandteile der sogenannten Margarethenhütte | Hermann-Schomburg-Straße 14 (Karte)                          | 1850 (Huthaus); nach 1900 (Sanitäranlage); ab 1873 (Fabrikationsgebäude) | Bergbaugeschichtlich, technikgeschichtlich und ortsgeschichtlich von Bedeutung. - Huthaus: Putzbau mit Stufengiebeln und kleinem Sanitäranbau mit pyramidenförmigem Dach, zweigeschossig, massiv, mit zwei Treppengiebeln - Produktionsgebäude: dreigeschossiger Klinkerbau mit segmentbogig angeschlossenen Industriefenstern, heute genutzt als Museum zur Geschichte der Margarethenhütte von der Braunkohle über Steinzeug bis zum Elektroporzellan, mit umfangreichem Sammlungsbestand von Zeugnissen der historischen Hochspannungporzellanherstellung (Isolatoren), Maschinen, Anlagen und Dokumenten zur Technologie der Porzellan-Isolatorenherstellung sowie zahlreichen Sammlungsstücken aus der ehemaligen Produktpalette wie Fadenführer für die Textilindustrie, Teile für die Niederspannungstechnik, Wasserreinigungsdüsen, Strom- und Spannungswandler, Radiatoren, Formstücke für die chemische Industrie, Porzellankörper für Heißwasserspeicher, Thermostatenbehälter, Abdampfschalen und verschiedenste Isolatoren sowie historische Hochspannungsprüfanlagen (Kugelfunkenstrecke, Wechselspannungs-Prüfanlage 620 kV, Stoßspannungs-Prüfanlage 1000 kV) | 09253013 |
|                                         | Wasserturm | Richard-Reinecke-Straße, Ecke Karl-Marx-Straße (Karte)       | Bezeichnet mit 1926 an der Wetterfahne                                   | Natursteinsichtiges Basisgeschoss, durch Gurtgesimse in weitere dreieinhalb Geschosse gegliedert, baugeschichtlich, ortsgeschichtlich und versorgungsgeschichtlich von Bedeutung. Der Wasserturm wurde 1926 in der nördlichen Ortslage Großdubraus errichtet. Zu dieser Zeit erlebte Großdubrau infolge der florierenden Margarethenhütte, einem der weltweit führenden Produzenten für Elektrokeramik, einen starken Bevölkerungszuwachs, der einen grundlegenden Ausbau des örtlichen Wasserversorgungsnetzes notwendig machte. Der achteckige Turm ist gekennzeichnet durch seinen hohen Natursteinsockel aus Granit, über dem sich der hell gefasste Turmschaft aus verputztem Ziegelmauerwerk bis zum Behältergeschoss verjüngt, welches über einem kräftigen Gesims auskragt und von einem ziegelgedeckten Zeltdach abgeschlossen wird. Gurtgesimse trennen die drei Turmgeschosse voneinander, belichtet wird das Turminnere über Spitzbogenfenster, deren Ausrichtung geschossweise wechselt. Das Motiv des Eingangsportals ein Blendspitzbogen über einem betonten, leicht ausgestellten Sturz wiederholt sich an den Fenstern des zweiten Obergeschosses. Im Inneren erschließt eine an der Außenwand entlang geführte Stahlbetontreppe die Geschosse, mit Hilfe einer Leiter gelangt man mittig durch den Wasserbehälter ins Dachgeschoss. Dementsprechend sind die Dreiecksfenster des Behältergeschosses nur als angedeutete Öffnungen (Blindfenster) ausgeführt. Das Dach ist mit vier Dreiecksgaupen ausgestattet und wird von einer Wetterfahne, auf der das Erbauungsjahr 1926 zu lesen ist, bekrönt. Als Zeugnis für die Entwicklung der kommunalen Wasserversorgung Anfang des 20. Jahrhunderts ist der Wasserturm versorgungsgeschichtlich und ortsgeschichtlich von Bedeutung. Seine architektonisch ausgewogene, reduzierte Formensprache im Stil der 1920er Jahre macht ihn gleichzeitig baugeschichtlich wertvoll. | 09253007 |
| Direkt Bild zu diesem Denkmal hochladen | Sgraffito an der Außenwand des westlichen Schulgebäudes | Schulstraße 1 (Karte)                                        | 1950er Jahre                                                             | Blauweißes Sgraffito mit zwei Schulkindern mit Ranzen und Blume, „ABC“, Elektrizitätssymbol und drei fliegende Tauben in typischer Stilisierung der 1950er Jahre, geschichtlich von Bedeutung | 09253012 |
| Direkt Bild zu diesem Denkmal hochladen | Zwei Schulgebäude und Einfriedung an der Ernst-Thälmann-Straße | Schulstraße 1 (Karte)                                        | 1906–1907                                                                | Östliches Gebäude Putzbau mit dominantem Mittelrisalit, Krüppel-Mansard-Dachlandschaft, Dachreiter mit Glocke und Uhr, dahinter liegendes Gebäude im gleichen Baustil, ebenfalls mit Dachreiter, baugeschichtlich und ortsgeschichtlich von Bedeutung, Einfriedung bauzeitlich erhalten mit gemauerten, verputzten Pfosten und hölzernem Zaunsfeldern sowie mit zentraler Eingangssituation in der Achse des Eingangs der Grundschule | 09253008 |

## Liste der Kulturdenkmale inBrehmen
| Bild | Bezeichnung                       | Lage                                                                    | Datierung                     | Beschreibung | ID       |
| ---- | --------------------------------- | ----------------------------------------------------------------------- | ----------------------------- | --- | -------- |
|      | Betkreuz                          | bei Andreas-Seiler-Straße 2 (Karte)                                     | Bezeichnet mit 1839 am Sockel | Schmiedeeisernes Kruzifix auf klassizistisch profiliertem Granitpfeiler, regionalgeschichtlich von Bedeutung, fälschlicherweise erfasst unter Andreas-Zeyler-Straße                                                                         | 09252987 |
|      | Betkreuz                          | Sorbische Straße (Karte)                                                | Bezeichnet mit 1878           | Schmiedeeisernes Kruzifix auf profiliertem Granitsockel, mit Gold gefasstem Christus und drei weiteren Figuren sowie Medaillon mit sorbischem Text, regionalgeschichtlich von Bedeutung                                                     | 09252984 |
|      | Wohnstallhaus (ehemals Umgebinde) | neben Sorbische Straße 2a, in Ecklage zur Andreas-Zeiler-Straße (Karte) | Um 1800                       | Umgebinde ausgemauert und verputzt, Obergeschoss Fachwerk, verbretterter Giebel, als einziges Beispiel mit Holzkonstruktion im Ort original erhalten, baugeschichtlich und ortsbildprägend von Bedeutung, Fenster in Originalgröße erhalten | 09252985 |

## Liste der Kulturdenkmale inCommerau
| Bild | Bezeichnung                                                            | Lage                    | Datierung    | Beschreibung | ID       |
| ---- | ---------------------------------------------------------------------- | ----------------------- | ------------ | --- | -------- |
|      | Sächsisch-Preußischer Grenzstein: Pilar Nr. 87 sowie vier Läufersteine | (Flurstück 644) (Karte) | Nach 1828    | Siehe auch Sachgesamtheitsdokument Obj. 09305644; vermessungsgeschichtlich und landesgeschichtlich von Bedeutung als Zeitdokument der historischen Grenzziehung zwischen Sachsen und Preußen nach dem Wiener Kongress 1815. Pyramidenstumpf (Grundmaß 53 × 53 cm) aus Granit mit gegenüberliegend eingemeißelter Nummer 87 und Landeskürzel K.P./ K.S. direkt auf der Grenzlinie; zugehörig vier Läufersteine in unregelmäßigen Abständen auf der Grenzlinie. | 09305588 |
|      | Schule                                                                 | Zur Schule 4 (Karte)    | 1920er Jahre | Putzbau mit Walmdach mit großem Dachhaus, Dachreiter mit Uhr und Glocke, baugeschichtlich und ortsgeschichtlich von Bedeutung, zweigeschossig, Sprossenfenster, über Eingang Relief: Mädchen und Junge lesen Buch | 09252971 |

## Liste der Kulturdenkmale inCrosta
| Bild                                    | Bezeichnung                                           | Lage                        | Datierung                     | Beschreibung | ID       |
| --------------------------------------- | ----------------------------------------------------- | --------------------------- | ----------------------------- | --- | -------- |
| Direkt Bild zu diesem Denkmal hochladen | Ehemalige Schule                                      | Alte Schulstraße 26 (Karte) | Bezeichnet mit 1924 am Portal | Putzbau mit Walmdach und zwei Dachhäuschen, Portal in expressionistischen Formen, baugeschichtlich und ortsgeschichtlich von Bedeutung, zweigeschossig, massiv, mit Eule und Eichhörnchen als Bauskulptur, Inschrift am Eingang (Eule): „A.B.C.“, „A.D. 1924“, eine Zeit lang als Kindergarten genutzt | 09252982 |
| Direkt Bild zu diesem Denkmal hochladen | Wegestein                                             | Leichenweg (Karte)          | 19. Jahrhundert               | Verkehrsgeschichtlich von Bedeutung | 09252981 |
| Direkt Bild zu diesem Denkmal hochladen | Kulturhaus mit Parkanlage, ehemaliges Klubhaus Crosta | Zur Adria 30 (Karte)        | Um 1910                       | Putzbau über unregelmäßigem Grundriss mit Fachwerkgiebeln, Anklänge an den Heimatstil, große umgebende Parkanlage mit altem Baumbestand, baugeschichtlich und ortsgeschichtlich von Bedeutung, dominantes Gebäude mit großem Seitenrisalit, vielgestaltige Dachlandschaft in Mansardstruktur, Fachwerk-Giebel, Sandstein-Fenstergewände, Farbglasfenster, rustikaler Sockel, womöglich von Werkbund-Ideen beeinflusst | 09252983 |

## Liste der Kulturdenkmale inDahlowitz
| Bild                                    | Bezeichnung                                                                  | Lage                                                    | Datierung                                                             | Beschreibung | ID       |
| --------------------------------------- | ---------------------------------------------------------------------------- | ------------------------------------------------------- | --------------------------------------------------------------------- | --- | -------- |
| Weitere Bilder                          | Wegestein                                                                    | Kronförstchener Straße, Ecke Lindenberg (Karte)         | 19. Jahrhundert                                                       | Verkehrsgeschichtlich von Bedeutung, Granit | 09253004 |
|                                         | Kreuzstein                                                                   | Kronförstchener Straße, gegenüber dem Wegestein (Karte) | 15.–17. Jahrhundert                                                   | Ortsgeschichtlich von Bedeutung | 09253005 |
| Direkt Bild zu diesem Denkmal hochladen | Zwei Seitengebäude eines ehemaligen Bauernhofes                              | Zu den Kastanien 1, 3 (Karte)                           | 19. Jahrhundert                                                       | Bruchsteinbauten mit Krüppelwalmdächern, baugeschichtlich und wirtschaftsgeschichtlich von Bedeutung, massive Bruchsteinseitengebäude                                                       | 09300544 |
| Direkt Bild zu diesem Denkmal hochladen | Wohnhaus und drei Seitengebäude eines Vierseithofes                          | Zu den Kastanien 8 (Karte)                              | Bezeichnet mit 1910 (Bauernhaus); 18./19. Jahrhundert (Seitengebäude) | Wohnhaus Putzbau mit übergiebeltem Mittelrisalit und Mansardwalmdach, Seitengebäude Bruchsteinbauten, baugeschichtlich und wirtschaftsgeschichtlich von Bedeutung                           | 09252254 |
| Direkt Bild zu diesem Denkmal hochladen | Wohnhaus und Scheune                                                         | Zu den Kastanien 9 (Karte)                              | 19. Jahrhundert                                                       | Baugeschichtlich und wirtschaftsgeschichtlich von Bedeutung, Wohnhaus massiv und sehr breit gelagert, Mansarddach, nach Sanierung sehr geglättet, große massive Scheune                     | 09300543 |
| Direkt Bild zu diesem Denkmal hochladen | Wohnhaus und zwei in Linie dahinter liegende Seitengebäude eines Bauernhofes | Zu den Kastanien 12 (Karte)                             | 18. Jahrhundert (Bauernhaus); 19. Jahrhundert (Seitengebäude)         | Wohnhaus breitgelagerter Putzbau mit Walmdach, Seitengebäude Bruchstein, teilweise mit Fachwerk, baugeschichtlich und wirtschaftsgeschichtlich von Bedeutung, Wohnhaus sehr alter Baukörper | 09300542 |

## Liste der Kulturdenkmale inGöbeln
| Bild                                    | Bezeichnung                                                          | Lage                    | Datierung | Beschreibung | ID       |
| --------------------------------------- | -------------------------------------------------------------------- | ----------------------- | --------- | --- | -------- |
|                                         | Sächsisch-Preußischer Grenzstein: Pilar Nr. 85 sowie 18 Läufersteine | (Flurstück 281) (Karte) | Nach 1828 | Siehe auch Sachgesamtheitsdokument Obj. 09305644; vermessungsgeschichtlich und landesgeschichtlich von Bedeutung als Zeitdokument der historischen Grenzziehung zwischen Sachsen und Preußen nach dem Wiener Kongress 1815. Pyramidenstumpf (Grundmaß 53 × 53 cm) aus Granit mit gegenüberliegend eingemeißelter Nummer 85 und Landeskürzel K.P./ K.S. direkt auf der Grenzlinie; zugehörig 18 Läufersteine in unregelmäßigen Abständen auf der Grenzlinie. | 09305586 |
| Direkt Bild zu diesem Denkmal hochladen | Wohnhaus                                                             | Am Spreewehr 14 (Karte) | Um 1850   | Obergeschoss Fachwerk, Giebelseite vermauert, Haustür Granitgewände, einziges weitgehend ursprünglich erhaltenes Gebäude im Ort, baugeschichtlich von Bedeutung, Krüppelwalm mit Biberschwanzdeckung, Fenster in originaler Größe, ehemalige Gaststätte | 09252972 |

## Liste der Kulturdenkmale inJetscheba
| Bild                                    | Bezeichnung                                                            | Lage                                                        | Datierung       | Beschreibung | ID       |
| --------------------------------------- | ---------------------------------------------------------------------- | ----------------------------------------------------------- | --------------- | --- | -------- |
|                                         | Sächsisch-Preußischer Grenzstein: Pilar Nr. 89 sowie zwei Läufersteine | (Flurstück 944) (Karte)                                     | Nach 1828       | Siehe auch Sachgesamtheitsdokument Obj. 09305644; vermessungsgeschichtlich und landesgeschichtlich von Bedeutung als Zeitdokument der historischen Grenzziehung zwischen Sachsen und Preußen nach dem Wiener Kongress 1815. Pyramidenstumpf (Grundmaß 53 × 53 cm) aus Granit mit gegenüberliegend eingemeißelter Nummer 89 und Landeskürzel K.P./ K.S. direkt auf der Grenzlinie; zugehörig zwei Läufersteine in unregelmäßigen Abständen auf der Grenzlinie. | 09305590 |
| Direkt Bild zu diesem Denkmal hochladen | Zwei Wegesteine                                                        | am Ortsausgang nach Milkel/Wessel und Teicha/Wessel (Karte) | 19. Jahrhundert | Verkehrsgeschichtlich von Bedeutung | 09252973 |

## Liste der Kulturdenkmale inKauppa
| Bild                                    | Bezeichnung | Lage                                                         | Datierung | Beschreibung | ID       |
| --------------------------------------- | --- | ------------------------------------------------------------ | --- | --- | -------- |
| Direkt Bild zu diesem Denkmal hochladen | Steinerne Bogenbrücke | Ortsausgang Richtung Commerau (Karte)                        | Um 1800 | Baugeschichtlich von Bedeutung | 09252980 |
|                                         | Wegestein | am Delitschteich, S 101 Einmündung in Flurstück 218b (Karte) | 19. Jahrhundert | Verkehrsgeschichtlich von Bedeutung | 09252976 |
| Weitere Bilder                          | Rittergut und Gutspark Kauppa (Sachgesamtheit) | Zum Gutshof 2, 3, 4, 5, 7, 8, 10 (Karte)                     | 2. Hälfte 19. Jahrhundert (Wirtschafts-gebäude) | Sachgesamtheit ehemaliges Rittergut Kauppa mit folgenden Einzeldenkmalen: Ruine des Herrenhauses über Resten des ehemaligen Schlosses (Gewölbe) sowie Pfähle der ehemaligen Wasserburg (Nr. 5), ehemaliges Verwalterhaus (Nr. 7), Mühlengebäude (Nr. 2, 4, 8) mit Mühlgraben und zwei oberschlächtigen Wasserrädern, Wohn- und Wirtschaftsgebäude (Nr. 10) mit Tordurchfahrt und Wappen (bezeichnet mit 1892), Stall-Scheunen-Gebäude (Nr. 10) mit Wappenplatte über der Toreinfahrt (bezeichnet mit 1840, wahrscheinlich derer von Standfest), Wappenplatte derer von Gersdorf und von Schönberg (bezeichnet mit 1697), Stallgebäude (südwestlich von Nr. 7) mit Wappen (bezeichnet mit 1874 und Initialen JAF=Johann August Fischer) und rechtwinklig angebautem Kälberstall sowie Wohnhaus (Nr. 3) mit Fisch-Wappen (siehe Einzeldenkmalliste Obj. 09252978), Gutspark (Gartendenkmal) und der westliche Gebäudeflügel (zu Nr. 10) als Sachgesamtheitsteil; baugeschichtlich, ortsgeschichtlich und ortsbildprägend von Bedeutung. | 09252977 |
| Weitere Bilder                          | Ruine des Herrenhauses über Resten des ehemaligen Schlosses (Gewölbe) sowie Pfähle der ehemaligen Wasserburg (Nr. 5), Verwalterhaus (Nr. 7), Mühlengebäude (Nr. 2, 4, 8) mit Mühlgraben und zwei oberschlächtigen Wasserrädern, Wohn- und Wirtschaftsgebäude (Nr. 10) mit Tordurchfahrt und Wappen (bezeichnet mit 1892), Stall-Scheunen-Gebäude (Nr. 10) mit Wappenplatte über der Toreinfahrt (bezeichnet mit 1840, wahrscheinlich derer von Standfest), Wappenplatte derer von Gersdorf und von Schönberg (bezeichnet mit 1697), Stallgebäude (südwestlich von Nr. 7) mit Wappen (bezeichnet mit 1874 und Initialen JAF=Johann August Fischer), und rechtwinklig angebautem Kälberstall sowie massives, zweigeschossiges Wohnhaus (Nr. 3) mit Fisch-Wappen | Zum Gutshof 2, 3, 4, 5, 7, 8, 10 (Karte)                     | 14. Jahrhundert (Ruine); im Kern um 1730 (Herrenhaus); 1830 (Fischerhaus); bezeichnet mit 1840 (am Stall-Scheunen-Gebäude); bezeichnet mit 1874 (Stallgebäude); bezeichnet mit 1892 (Wohn- und Wirtschafts-gebäude); um 1910 (übrige Gebäude) | Einzeldenkmale der Sachgesamtheit Rittergut Kauppa (siehe auch Sachgesamtheitsdokument Obj. 09252977); baugeschichtlich, ortsgeschichtlich und ortsbildprägend von Bedeutung. - Zum Gutshof 5: Reste des ehemaligen Schlosses (Gewölbe) und Pfähle der ehemaligen Wasserburg, ehemaliger Standort des Herrenhauses, heute Ruine (hier vielleicht noch Kellerreste vorhanden) - Herrenhaus: um 1910 verändert (Segmentbogenfenster, Fensterläden usw.), mit Sandsteinportal, zweigeschossiger Massivbau, Walmdach mit breitem Dachhaus, Gebäude mit Tordurchfahrt und Fledermausgaupen, - Wirtschaftsgebäude: Putzbauten mit Klinkerzierelementen, Traufgesims, Fensterrahmungen und Ziegelfriese, verschiedene Wappenplatten an den Gebäuden mit den Bezeichnungen 1840, 1697, 1892 und 1874 Ehemaliges Rittergut (Zum Gutshof). Zweigeschossiges Herrenhaus, um 1710, Veränderungen um 1910, mit rundbogigem Sandsteinportal. Das Walmdach mit Fledermausgaupen und breiten Zwerchhäusern. Zweigeschossiges Torhaus, das Walmdach mit Fledermausgaupen, verschiedene Wirtschaftsgebäude. Drei Wappenplatten bezeichnet mit 1697, 1840, 1892. | 09252978 |

## Liste der Kulturdenkmale inKlix
| Bild                                    | Bezeichnung | Lage                         | Datierung                                                                                         | Beschreibung | ID       |
| --------------------------------------- | --- | ---------------------------- | ------------------------------------------------------------------------------------------------- | --- | -------- |
|                                         | Wohnhaus und winklige Scheune eines Gehöfts                                                                            | Hauptstraße 12 (Karte)       | 1. Hälfte 19. Jahrhundert                                                                         | Wohnhaus in beiden Geschossen und im Giebel Fachwerk, baugeschichtlich und straßenbildprägend von Bedeutung, Fenster weitgehend im originalen Sinne erhalten | 09252085 |
|                                         | Wohnstallhaus und Stallscheune eines Gehöfts, davor Gedenkstein für Karl Traugott Schütze                              | Hauptstraße 14 (Karte)       | 1. Hälfte 19. Jahrhundert                                                                         | Wohnstallhaus Obergeschoss und Giebel Fachwerk, baugeschichtlich und straßenbildprägend von Bedeutung, Fenster Obergeschoss Originalgröße | 09252084 |
| Weitere Bilder                          | Evangelische Pfarrkirche und Kirchhof Klix (Sachgesamtheit)                                                            | Hauptstraße 30 (Karte)       | 1701/1702                                                                                         | Sachgesamtheit Evangelische Pfarrkirche und Kirchhof Klix mit folgenden Einzeldenkmalen: Kirche, Denkmal für die Gefallenen des Ersten Weltkrieges und Kirchhofseinfriedung (siehe Obj. 09252137) sowie Kirchhof als Sachgesamtheitsteil; stattliche neuromanische Saalkirche, barocker Westturm vom Vorgängerbau, baugeschichtlich und ortsgeschichtlich von Bedeutung | 09300540 |
| Weitere Bilder                          | Kirche, Denkmal für die Gefallenen des Ersten Weltkrieges und Kirchhofseinfriedung (Einzeldenkmale zu ID-Nr. 09300540) | Hauptstraße 30 (Karte)       | 1701/1702 (Turm); nach 1918 (Kriegerdenkmal 1. Weltkrieg)                                         | Einzeldenkmale der Sachgesamtheit Evangelische Pfarrkirche Klix (siehe auch Sachgesamtheitsdokument Obj. 09300540); stattliche neuromanische Saalkirche, barocker Westturm vom Vorgängerbau, baugeschichtlich und ortsgeschichtlich von Bedeutung. Kirche: Neuausstattung 1893 durch Theodor Quentin (Decke und Empore mit Holzvertäfelung), Altarretabel 1580, Kanzel 1702. Einfriedungsmauer mit Eingangsbogen, Denkmal für die Gefallenen des 1. Weltkrieges und hölzerne Gedenktafel für die Opfer des 2. Weltkrieges auf schlichtem flachliegenden Granitsockel auf dem Kirchhof, Gedenktafel für Opfer des 2. Weltkrieges (hölzerne Tafel mit Relief Figur des Auferstandenen und Inschrift „Ich bin die Auferstehung und das Leben“) Mahn- und Gedenkstätte für die Opfer des 2. Weltkrieges, Tafel auf flachem liegenden Granitsockel. | 09252137 |
|                                         | Gasthof mit Tanzsaal über Eck                                                                                          | Hauptstraße 31 (Karte)       | Bezeichnet mit 1796 (Schlussstein im Türstock des Gasthofs); 2. Hälfte 19. Jahrhundert (Tanzsaal) | Gasthof gedrungener Baukörper, Krüppelwalmdach, Granit-Türstock mit schöner Haustür, Tanzsaal mit Rundbogenfenstern, baugeschichtlich, ortsgeschichtlich und ortsbildprägend von Bedeutung, bis September 2011 irrtümlich unter Hauptstraße 29 in der Denkmalliste geführt, laut ALK-Daten Hauptstraße 31 | 09252082 |
|                                         | Wohnstallhaus | Hauptstraße 32 (Karte)       | 1. Hälfte 19. Jahrhundert                                                                         | Obergeschoss Fachwerk, Giebel verbrettert, weitgehend im Aussehen des 19. Jahrhunderts gehalten, baugeschichtlich und straßenbildprägend von Bedeutung, Fenster weitgehend originale Größe, Krüppelwalm, Biberschwanzdeckung | 09252088 |
|                                         | Wohnhaus (Umgebinde)                                                                                                   | Hauptstraße 40 (Karte)       | Um 1800                                                                                           | Obergeschoss Fachwerk, baugeschichtlich und straßenbildprägend von Bedeutung, Umgebinde rechts 2/3/2 Joche, wieder hervorgeholt, Blockstube nicht vorhanden, Obergeschoss Sicht-Fachwerk, Konstruktion intakt, Fenster gesprosst und in originaler Größe, Giebel verbrettert, Satteldach mit Biberschwanzdeckung, Aufschieblinge | 09252089 |
| Direkt Bild zu diesem Denkmal hochladen | Wohnstallhaus | Hauptstraße 42 (Karte)       | 1. Hälfte 19. Jahrhundert                                                                         | Obergeschoss und Giebel Fachwerk, baugeschichtlich und straßenbildprägend von Bedeutung, Fenster Obergeschoss gesprosst und in originaler Größe, Erdgeschoss in vertretbarem Rahmen verändert | 09252083 |
|                                         | Pfarrhaus | Rosengasse 22 (Karte)        | Um 1800                                                                                           | Putzbau mit Krüppelwalmdach, baugeschichtlich und ortsgeschichtlich von Bedeutung, zweigeschossiger massiver Putzbau | 09300551 |
|                                         | Wohnhaus eines Bauernhofes, ehemals mit Gaststätte                                                                     | Spreewieser Straße 3 (Karte) | 1. Hälfte 19. Jahrhundert                                                                         | Ehemals mit Gaststätte, Obergeschoss Fachwerk, Giebel verbrettert, eines der wenigen erhaltenen Zeugnisse der historischen Hauslandschaft des Ortes, baugeschichtlich und straßenbildprägend von Bedeutung, Fenster gesprosst und Originalgröße, nur Fachwerk-Wohnhaus unter Schutz (ohne angebauten Flachbau und ohne angebautes Wohnhaus), originale Kubatur, Proportionen, Fenster, Giebelverbretterung, Krüppelwalmdach mit Biberschwanzdeckung, ehemals falsch erfasst unter der Anschrift An der Schule | 09252087 |
| Weitere Bilder                          | Herrenhaus und Gutspark                                                                                                | Zum Rittergut 1 (Karte)      | 1750                                                                                              | Baugeschichtlich und ortshistorisch von Bedeutung. Herrenhaus zweigeschossig, massiv mit Krüppelwalmdach, mit romantisierendem Türmchen, schmale pittoreske Giebelhäuschen und prägnanter „welscher“ Giebel. 2018 vier langgestreckte Wirtschaftsgebäude aus der 1. Hälfte des 18. Jahrhunderts gestrichen. Im Winkel der Gebäudeflügel ein Dachreiter mit Zeltdach, laternenartigem Aufsatz und Zwiebel. | 09252079 |
| Weitere Bilder                          | Wohnmühlenhaus sowie Graben, Wehr und Teich einer Mühlenanlage (technische Ausstattung nicht mehr vorhanden)           | Zum Rittergut 9, 11 (Karte)  | 18. Jahrhundert                                                                                   | Wohnmühlenhaus massiv, eingeschossig, gedrungener Baukörper mit Krüppelwalmdach, baugeschichtlich, ortsgeschichtlich und technikgeschichtlich von Bedeutung. Vorortbesichtigung ergab, dass Gebäude bereits nach Brand bis auf Erdgeschoss erneuert wurde, innen nur noch originale Decken erhalten, ansonsten völlig ausgeräumt und ohne denkmalpflegerische Relevanz. | 09252080 |

## Liste der Kulturdenkmale inKronförstchen
| Bild                                    | Bezeichnung          | Lage                                  | Datierung                 | Beschreibung | ID       |
| --------------------------------------- | -------------------- | ------------------------------------- | ------------------------- | --- | -------- |
| Weitere Bilder                          | Wegestein            | Ortsausgang Richtung Lubachau (Karte) | 19. Jahrhundert           | Verkehrsgeschichtlich von Bedeutung | 09252969 |
| Direkt Bild zu diesem Denkmal hochladen | Wohnhaus (Umgebinde) | Zu den Linden 6 (Karte)               | 1. Hälfte 19. Jahrhundert | Eingeschossig, Umgebinde ausgemauert, Fachwerk-Giebel, einziges noch weitgehend unverändertes Haus mit Holzkonstruktion im Ort, baugeschichtlich und sozialgeschichtlich von Bedeutung, Umgebinde links 2/2/2, Teil rechts vom Eingang umgebaut | 09252967 |

## Liste der Kulturdenkmale inQuatitz
| Bild                                    | Bezeichnung | Lage                          | Datierung                                                                        | Beschreibung | ID       |
| --------------------------------------- | --- | ----------------------------- | -------------------------------------------------------------------------------- | --- | -------- |
| Weitere Bilder                          | Evangelische Pfarrkirche Zum guten Hirten, Kapelle und Denkmal für die Gefallenen des Ersten und Zweiten Weltkrieges | Am Kirchberg 5 (Karte)        | 1858 (Kapelle); datiert 1898 (Grundstein der Kirche); nach 1918 (Kriegerdenkmal) | Kirche Basilika im Rundbogenstil des späten 19. Jahrhunderts, Putzbau mit flachen Strebepfeilern und Rundbogenfriesen, eingezogener Chor mit 3/8 Schluss, Satteldach, Kapelle mit Krüppelwalmdach und Turm, baugeschichtlich und ortsgeschichtlich von Bedeutung. Taufe, Türen zum Vorraum mit Buntglasfenstern. Turm mit steilem Helm, rundbogige Doppelfenster, Bogenfries, Eule-Orgel Opus 81, Kapelle mit gotisch-klassizistischem Türmchen. Kriegerdenkmal Erster und Zweiter Weltkrieg, der anschließende Friedhof besitzt keinen Denkmalwert. Basilika im neuromanischen Stil von Ernst Giese, 1898. Restaurierung 1975–77. Putzbau mit flachen Strebepfeilern und Rundbogenfriesen, eingezogener Chor mit 3/8-Schluss, Satteldach. Der quadratische Westturm mit hohem Faltdach. Der helle Innenraum überwölbt von einer Tonne mit Stichkappen. Der erhöhte Chor durch Triumphbogen abgesetzt. Im Mittelschiff eingeschossige Holzemporen an drei Seiten. Die Ausstattung aus der Entstehungszeit im neugotischen Stil nach Entwürfen von Ernst Giese angefertigt. Das Altarbild (Altar 1995/96 rekonstruiert), Christus als guter Hirte, von Karl Gottlob Schönherr. Eule-Orgel von 1899. Auf dem Kirchhof schlichte Kapelle mit Krüppelwalmdach, 1858 errichtet. Der massive Turm mit Spitzbögen und Faltdach, bezeichnet 1881, später hinzugefügt. | 09253000 |
| Direkt Bild zu diesem Denkmal hochladen | Wohnstallhaus | Dahlowitzer Straße 29 (Karte) | 1. Hälfte 19. Jahrhundert                                                        | Obergeschoss Fachwerk verbrettert, mächtiger Baukörper mit Krüppelwalmdach und Fledermausgaupen, Türgewände Granit, in hohem Maße ursprünglich erhalten, baugeschichtlich von Bedeutung, Fenster gesprosst und in Originalgröße | 09253001 |
| Direkt Bild zu diesem Denkmal hochladen | Wohnstallhaus | Dahlowitzer Straße 35 (Karte) | 1. Hälfte 19. Jahrhundert                                                        | Obergeschoss Fachwerk verputzt, baugeschichtlich von Bedeutung, gedrungener Baukörper, Fenster weitgehend original belassen, Krüppelwalmdach, Fenster Obergeschoss gesprosst | 09253002 |

## Liste der Kulturdenkmale in Salga
| Bild                                    | Bezeichnung                                              | Lage                          | Datierung | Beschreibung | ID       |
| --------------------------------------- | -------------------------------------------------------- | ----------------------------- | --------- | --- | -------- |
| Direkt Bild zu diesem Denkmal hochladen | Wohnstallhaus und zwei Seitengebäude eines Dreiseithofes | Malschwitzer Straße 8 (Karte) | Um 1850   | Wohnstallhaus Obergeschoss und Giebel Fachwerk, baugeschichtlich und wirtschaftsgeschichtlich von Bedeutung, Fenster originale Größe, Biberschwanzdeckung | 09252090 |

## Liste der Kulturdenkmale inSärchen
| Bild | Bezeichnung | Lage                                                            | Datierung       | Beschreibung                        | ID       |
| ---- | ----------- | --------------------------------------------------------------- | --------------- | ----------------------------------- | -------- |
|      | Wegestein   | Am Flugplatz, Ecke Dorfstraße, gegenüber Commerauer Weg (Karte) | 19. Jahrhundert | Verkehrsgeschichtlich von Bedeutung | 09252081 |

## Liste der Kulturdenkmale inSdier
| Bild                                    | Bezeichnung                                              | Lage                                                             | Datierung                    | Beschreibung | ID       |
| --------------------------------------- | -------------------------------------------------------- | ---------------------------------------------------------------- | ---------------------------- | --- | -------- |
|                                         | Königlich-Sächsische Meilensteine (Sachgesamtheit)       | Kreuzung Sdier, Zschillichau, Klix (B 156) (Karte)               | 19. Jahrhundert              | Meilenstein; verkehrsgeschichtlich von Bedeutung, von Neusärchen Richtung Ortsmitte, an Dorfstraße gelegen | 09252994 |
|                                         | Betkreuz                                                 | Bad Muskauer Straße, bei der katholischen Kapelle (Karte)        | Bezeichnet mit 1830 (Sockel) | Kruzifix auf klassizistisch profiliertem Granitsockel, regionalgeschichtlich von Bedeutung | 09252991 |
| Direkt Bild zu diesem Denkmal hochladen | Betkreuz                                                 | Brehmer Straße, nahe Straßenkreuzung Bad Muskauer Straße (Karte) | Bezeichnet mit 1810 (Sockel) | Kunstvolles schmiedeeisernes Kruzifix, gold, rot und grün gefasst auf schlichtem Granitsockel, regionalgeschichtlich von Bedeutung | 09252989 |
| Direkt Bild zu diesem Denkmal hochladen | Betkreuz                                                 | Brehmer Straße, Ecke Wasserwerkstraße (Karte)                    | 19. Jahrhundert              | Schmiedeeisernes Kruzifix auf profiliertem Granitsockel, Christus gold gefasst, Medaillon mit sorbischer Inschrift, regionalgeschichtlich von Bedeutung | 09252988 |
| Direkt Bild zu diesem Denkmal hochladen | Rittergut und Gutspark Sdier (Sachgesamtheit)            | Kirchgasse 2 (Karte)                                             | 18. Jahrhundert              | Sachgesamtheit Rittergut Sdier mit folgendem Einzeldenkmal: ehemaliges Herrenhaus (siehe Einzeldenkmalliste Obj. 09252992), Gutspark (Gartendenkmal) sowie Einfriedung als Sachgesamtheitsteil; baugeschichtlich und ortsgeschichtlich von Bedeutung | 09300451 |
| Direkt Bild zu diesem Denkmal hochladen | Ehemaliges Herrenhaus (Einzeldenkmal zu ID-Nr. 09300451) | Kirchgasse 2 (Karte)                                             | 1719                         | Einzeldenkmal der Sachgesamtheit Rittergut Sdier (siehe auch Sachgesamtheitsdokument Obj. 09300451); an Stelle eines Vorgängerbaus errichtet, dieser vermutlich als Wasserschloss angelegt, deshalb heute auch noch vorhandener Wassergraben, baugeschichtlich und ortshistorisch von Bedeutung. Stattliches, schon schlossartiges, massives Gebäude, zweigeschossig mit Mansarddach, Fledermausgaupen, Türsturz mit Schlussstein, Dachreiter, ehemals unter Bremer Straße 1 erfasst. Gebäude durch Domkapitel Bautzen 1719 an Stelle eines Vorgängerbaus errichtet, welcher bereits 1562 vom Adel an die Kirche veräußert worden war. Ob es sich bei jenem um das spätmittelalterliche Wasserschloss handelte, ist unklar, jedoch kündet bis heute ein Wassergraben um das in Rede stehende Bauwerk von dessen Existenz. Es ist hier also kein Herrenhaus des Adels gemeint, jedoch wie ein solches – sowohl in historischem wie strukturellem Sinn – Kerngebäude des Ortes. Vergleichbar mit zeitgenössischen Herrenhäusern in Ostsachsen hinsichtlich Form und Material. Tiefe Kubatur des zweigeschossigen massiven Putzbaus und gedrungenes Krüppelwalmdach weisen es als Barockbau gehobener Bedeutung aus, von Dachreiter noch unterstützt, der aber mit seiner Glockenfunktion auch auf sakralen Hintergrund verweist. Im Obergeschoss kleine Kapelle, deren Einrichtung zum Teil älter als Bauwerk selbst, Seltenheitswert, weil in Sachsen nur noch wenige derartige Wasserschlösser erhalten sind. Stattlicher zweigeschossiger Barockbau, 1719 an Stelle einer Wasserburg errichtet. Krüppelwalmdach mit Fledermausgaupen und verändertem Dachreiter. | 09252992 |
| Direkt Bild zu diesem Denkmal hochladen | Betkreuz                                                 | bei Wasserwerkstraße 23 (Karte)                                  | Granitsockel datiert 1840    | Schmiedeeisernes Kruzifix mit gold gefasster Christusfigur und Medaillon mit sorbischer Inschrift auf Granitsockel, regionalgeschichtlich von Bedeutung | 09252990 |
| Direkt Bild zu diesem Denkmal hochladen | Vier Gebäude des Wasserwerkes Sdier                      | Wasserwerkstraße 33 (Karte)                                      | 1960–1964                    | Authentisch erhalten gebliebenes Zeugnis der Nachkriegsmoderne, baugeschichtlich und technikgeschichtlich von Bedeutung. Vier- und zweigeschossig, massiver Bau mit liegenden Fenstern und zeittypischem Keramikmosaiken, Flugdach, ebenfalls mit Mosaiken verzierte Brücke zum runden Rezirkulator-Gebäude, weiteres Gebäude mit hoher Wandauflösung durch Stahlbetonkonstruktion, konservativer gehaltenes Gebäude mit flachem Satteldach (renoviert). | 09250257 |

## Liste der Kulturdenkmale inSpreewiese
| Bild                                    | Bezeichnung                                                                            | Lage                                                         | Datierung | Beschreibung | ID       |
| --------------------------------------- | -------------------------------------------------------------------------------------- | ------------------------------------------------------------ | --- | --- | -------- |
| Direkt Bild zu diesem Denkmal hochladen | Wegestein                                                                              | Halbendorfer Straße, Ecke Klixer Straße/Lindenstraße (Karte) | 19. Jahrhundert | Verkehrsgeschichtlich von Bedeutung | 09252975 |
| Weitere Bilder                          | Rittergut und Gutspark Spreewiese (Sachgesamtheit)                                     | Schloßweg 1, 2, 4, 6 (Karte)                                 | Sachgesamtheit im Kern 18. Jahrhundert, 19. Jahrhundert (Umbau), 20. Jahrhundert (Überformung); Anfang 19. Jahrhundert (Seitengebäude mit Anbau, Umbau 1950er Jahre); 2. Hälfte 19. Jahrhundert (Eishaus); 19. Jahrhundert (jetzige Gestalt Gutspark); 2. Hälfte 19. Jahrhundert (Schornstein der Brennerei) | Sachgesamtheit Rittergut und Gutspark Spreewiese (bis 1911 Leichnam) mit folgenden Einzeldenkmalen: Herrenhaus mit rückwärtiger Mauer und zwei Pfeilern sowie Wohn- und Wirtschaftsgebäude (siehe Einzeldenkmale Obj. 09300373), Park einschließlich aller Teiche und je zwei Linden als Reste der ehemaligen Lindenallee (Gartendenkmal) sowie folgenden Sachgesamtheitsteilen: Stallgebäude mit rechtwinkligem Anbau, Schornstein, Eishaus und straßenbegleitende Klinkermauer entlang Flurstück 399; baugeschichtlich, ortsgeschichtlich und landschaftsgestaltend von Bedeutung [Störelemente: ehemaliges Stallgebäude mit eingeschossigem Anbau]. Abbruch Gutsbrennerei im Jahr 2000. - Stallgebäude mit rechtwinkligem Anbau (Schloßweg 4): langgestreckter eineinhalbgeschossiger Bau (massiv, verputzt) mit Satteldach, Überformung der Fassade in den 1950er Jahren im Zuge der Nutzung durch LPG vor allem bezüglich Fenster-, Tür- und Toröffnungen, dennoch verputztes Bruchsteinmauerwerk mit Eckquaderungen und ehemaligen Lüftungsschlitzen erkennbar, historischer Dachstuhl, im Inneren großzügige fünfschiffige Halle mit gusseisernen Säulen erhalten, rechtwinkliger Anbau bezüglich äußerer Gestaltung vergleichbar - Schornstein (Schloßweg 6): auf quadratischem Grundriss sich erhebender Sockel, darüber polygonaler Aufsatz, darüber runder Schlot, gesamter Aufbau aus Klinkern mit verschiedenen Ziersteinen (Zahnschnitt), Brennerei wurde 2000 mit Genehmigung abgebrochen - Eishaus: im Park südwestlich des Parkteiches gelegener schlichter eingeschossiger Klinkerbau mit Satteldach, laut Aussage des Eigentümers doppelwandig mit Lehm-Stroh-Füllung, desolater Zustand - Klinkermauer (nördliche Begrenzung des Flurstücks 399): straßenbegleitend als verbliebener Rest der ehemaligen Einfriedung des Gutes - Landschaftspark nach englischem Vorbild mit drei westlich des Herrenhauses gelegenen Teichen (Schlossteiche) und südöstlichem großen Parkteich, Wiesen und teilweise historischem Baumbestand sowie jeweils zwei Linden als Reste der ehemaligen Lindenallee, weiterhin kleine hölzerne Brücke über Wasserführung (Wassergraben) | 09252091 |
| Weitere Bilder                          | Herrenhaus mit rückwärtiger Mauer und zwei Pfeilern (Einzeldenkmal zu ID-Nr. 09252091) | Schloßweg 1 (Karte)                                          | Bezeichnet mit 1557 | Einzeldenkmal der Sachgesamtheit Rittergut und Gutspark Spreewiese (bis 1911 Leichnam, siehe auch Sachgesamtheitsdokument Obj. 09252091); baugeschichtlich und ortsgeschichtlich von Bedeutung. Breitgelagerter Baukörper, massiv, verputzt, Walmdach mit jeweils drei Fledermausgaupen an jeder Dachseite (Biberschwanzdeckung), Fassaden mit paarweise angeordneten Fenstern mit weiten profilierten Renaissancegewänden und zum Teil mit Ziermotiven (Rosetten) versehen, repräsentatives Portal mit Schlussstein (Wappeninschrift: „Friedrich Caspar v. Gersdorf 1729“), davor dreiläufige Freitreppe, seitlich und rückseitig mächtige Mauerverstrebungen (Stützpfeiler) und rückseitig ebenfalls Mauer mit Durchgang einschließlich zweier Pfeiler mit Kugelaufsätzen. Massives zweigeschossiges Gebäude, das Walmdach mit Fledermausgaupen, im 18. Jahrhundert umgebaut. Fenster mit profilierten Sandsteingewänden. Stichbogenportal, in den Zwickeln bezeichnet mit 1557, mit seitlichen Pilastern, der Schlussstein mit Wappen, bezeichnet mit 1729, davor eine dreiarmige Freitreppe. Atriumähnlicher Innenhof, der Umgang mit Kreuzgratgewölben. Verschiedene Wirtschaftsgebäude und eine ehemalige Brauerei mit Ziegelschornstein, 18. und 19. Jahrhundert. | 09300373 |
| Weitere Bilder                          | Wohn- und Wirtschaftsgebäude (Einzeldenkmal zu ID-Nr. 09252091)                        | Schloßweg 2 (Karte)                                          | Anfang 19. Jahrhundert | Einzeldenkmal der Sachgesamtheit Rittergut und Gutspark Spreewiese (bis 1911 Leichnam, siehe auch Sachgesamtheitsdokument Obj. 09252091); baugeschichtlich und ortsgeschichtlich von Bedeutung. Stattlicher zweigeschossiger massiver Putzbau, Bruchstein- und Ziegelmauerwerk, Krüppelwalmdach, zu Zeiten der LPG-Nutzung teilweise überformt bezüglich der Fenster- und Türöffnungen, Dachstuhl original erhalten (mit Hängewerk). | 09300373 |
| Direkt Bild zu diesem Denkmal hochladen | Wegestein                                                                              | Steinbruchweg, Ecke Lindenstraße (Karte)                     | 19. Jahrhundert | Verkehrsgeschichtlich von Bedeutung | 09252974 |

## Liste der Kulturdenkmale inZschillichau
| Bild           | Bezeichnung                                          | Lage                       | Datierung                               | Beschreibung | ID       |
| -------------- | ---------------------------------------------------- | -------------------------- | --------------------------------------- | --- | -------- |
|                | Rittergut und Gutspark Zschillichau (Sachgesamtheit) | Bautzener Straße 1 (Karte) | Um 1900 (Gutspark)                      | Sachgesamtheit Rittergut Zschillichau mit Herrenhaus (Einzeldenkmal, siehe Obj. 09252996) und dem Gutspark (Gartendenkmal); baugeschichtlich und ortsgeschichtlich von Bedeutung                                                                                    | 09300452 |
| Weitere Bilder | Herrenhaus (Einzeldenkmal zu ID-Nr. 09300452)        | Bautzener Straße 1 (Karte) | Bezeichnet mit 1901 am Giebel           | Einzeldenkmal der Sachgesamtheit Rittergut Zschillichau: Herrenhaus (siehe auch Sachgesamtheitsdokument Obj. 09300452); baugeschichtlich und ortsgeschichtlich von Bedeutung. In vagen Formen der deutschen Renaissance, dominanter Mittelgiebel.                   | 09252996 |
| Weitere Bilder | Gasthaus                                             | Bautzener Straße 3 (Karte) | Anfang 19. Jahrhundert, womöglich älter | Putzbau mit hohem Krüppelwalmdach, baugeschichtlich und ortsgeschichtlich von Bedeutung, massiv, zwei granitgewändete Haustüren mit Schlusssteinen, Sprossenfenster in originaler Größe, Granitgewände der Fenster, mächtiges Krüppelwalmdach, Biberschwanzdeckung, | 09252995 |

## Ehemalige Denkmale

### Ehemaliges Denkmal (Jeschütz)
| Bild                                    | Bezeichnung   | Lage                           | Datierung                 | Beschreibung | ID       |
| --------------------------------------- | ------------- | ------------------------------ | ------------------------- | --- | -------- |
| Direkt Bild zu diesem Denkmal hochladen | Wohnstallhaus | Niederguriger Straße 4 (Karte) | 1. Hälfte 19. Jahrhundert | Obergeschoss Fachwerk, teilweise verputzt, Giebel verbrettert, baugeschichtlich von Bedeutung, Krüppelwalmdach mit alter Biberschwanzdeckung, Fenster weitgehend in originaler Größe, bis September 2011 unter Hausnummer 12 in der Denkmalliste, laut ALK-Daten besitzt dieses Gebäude die Hausnummer 4. Zwischen 2017 und 2024 aus der Denkmalliste gestrichen. | 09252999 |

### Ehemaliges Denkmal (Klix)
| Bild           | Bezeichnung                                  | Lage                    | Datierung                                           | Beschreibung | ID       |
| -------------- | -------------------------------------------- | ----------------------- | --------------------------------------------------- | --- | -------- |
| Weitere Bilder | Rittergut und Gutspark Klix (Sachgesamtheit) | Zum Rittergut 1 (Karte) | 1. Hälfte 18. Jahrhundert (zwei Wirtschaftsgebäude) | Sachgesamtheit Rittergut Klix mit folgenden Einzeldenkmalen: Herrenhaus und Gutspark (Gartendenkmal), siehe Einzeldenkmalliste Obj. 09252079; baugeschichtlich und ortsgeschichtlich von Bedeutung. Vier langgestreckte Wirtschaftsgebäude des Rittergutes mit ortsbildbestimmender Wirkung, zwei Wirtschaftsgebäude in den Formen des frühen 18. Jahrhunderts, sowie zwei weitere Gebäude, ein eigenes Terrain bezeichnend, die zwei älteren Wirtschaftsgebäude mit Dachhecht und Dachgaupen. 2018 vier Wirtschaftsgebäude als Sachgesamtheitsteile gestrichen aufgrund erheblichen Veränderungsgrades, Sachgesamtheit um Flurstücke 484/1, 484e, 484f, 484g, 484k, 484i eingekürzt. Zwischen 2017 und 2024 aus der Denkmalliste gestrichen. | 09300541 |

## Tabellenlegende
- Bild: Bild des Kulturdenkmals, ggf. zusätzlich mit einem Link zu weiteren Fotos des Kulturdenkmals im Medienarchiv Wikimedia Commons. Wenn man auf das Kamerasymbol klickt, können Fotos zu Kulturdenkmalen aus dieser Liste hochgeladen werden:
- Bezeichnung: Denkmalgeschützte Objekte und ggf. Bauwerksname des Kulturdenkmals
- Lage: Straßenname und Hausnummer oder Flurstücknummer des Kulturdenkmals. Die Grundsortierung der Liste erfolgt nach dieser Adresse. Der Link (Karte) führt zu verschiedenen Kartendiensten mit der Position des Kulturdenkmals. Fehlt dieser Link, wurden die Koordinaten noch nicht eingetragen. Sind diese bekannt, können sie über ein Tool mit einer Kartenansicht einfach nachgetragen werden. In dieser Kartenansicht sind Kulturdenkmale ohne Koordinaten mit einem roten bzw. orangen Marker dargestellt und können durch Verschieben auf die richtige Position in der Karte mit Koordinaten versehen werden. Kulturdenkmale ohne Bild sind an einem blauen bzw. roten Marker erkennbar.
- Datierung: Baubeginn, Fertigstellung, Datum der Erstnennung oder grobe zeitliche Einordnung entsprechend des Eintrags in der sächsischen Denkmaldatenbank
- Beschreibung: Kurzcharakteristik des Kulturdenkmals entsprechend des Eintrags in der sächsischen Denkmaldatenbank, ggf. ergänzt durch die dort nur selten veröffentlichten Erfassungstexte oder zusätzliche Informationen
- ID: Vom Landesamt für Denkmalpflege Sachsen vergebene, das Kulturdenkmal eindeutig identifizierende Objekt-Nummer. Der Link führt zum PDF-Denkmaldokument des Landesamtes für Denkmalpflege Sachsen. Bei ehemaligen Kulturdenkmalen können die Objektnummern unbekannt sein und deshalb fehlen bzw. die Links von aus der Datenbank entfernten Objektnummern ins Leere führen. Ein ggf. vorhandenes Icon  führt zu den Angaben des Kulturdenkmals bei Wikidata.

## Ausführliche Denkmaltexte
1. ↑  Dehio-Handbuch der deutschen Kunstdenkmäler / Sachsen Band 1:

Evangelische Pfarrkirche Klix. Stattliche neuromanische Saalkirche, 1893 nach Plänen von Theodor Quentin erbaut, barocker Westturm vom Vorgängerbau von 1702, die Haube 1834 verändert. Restaurierung 1983–85.
Putzbau mit gequaderten Ecken, eingezogener Chor mit geradem Schluss und einem zweigeschossigen Anbau an der Nordseite sowie einem polygonalen Treppenturm mit Haube an der Südseite, das Satteldach teilweise abgewalmt. Großzügiger Innenraum, wirkungsvoll durch die Holzgestaltungen und das Arrangement der kunstvollen Ausstattungsstücke. Der Saal mit einer in der Mitte erhöhten, in große Felder unterteilten Holzdecke, bemalt mit Ranken und Blumenmotiven. Eingeschossige Holzemporen an drei Seiten mit einfacher Bemalung. Zum Chor hin ein weit gespannter Korbbogen, die Laibung mit verschiedenen Blattmotiven bemalt. Der Chorraum überwölbt mit einer hölzernen, in Felder unterteilten Korbbogentonne, im Osten mit muldenförmigem Schluss, Bemalung mit Blumenmotiven.
Ausstattung vom Vorgängerbau: Aufwendiger, teils vergoldeter Sandsteinaltar, in dieser Form 1702 zusammengesetzt, die meisten Elemente 17. Jahrhundert. Predella mit einer auf den Stein gemalten Abendmahlsdarstellung. Die Haupttafel mit fein gearbeiteten, figurenreichen Alabaster-Reliefs mit Resten farbiger Fassung in drei Registern, Kreuzigung, Auferstehung, Jüngstes Gericht, um 1580 in der Art des Christoph Walther II (1702 aus der Sophienkirche, Dresden-Altstadt). Seitlich kannelierte Pilaster, daneben auf Konsolen Petrus und Paulus. Abschließend zwischen Giebelansätzen ein Posaunenengel. Farbig gefasste Holzkanzel, 1702, der polygonale Korb mit Putten und Lambrequins, der von zwei Säulen getragene Schalldeckel ebenfalls mit Lambrequins, bekrönt durch reich geschnitzte Akanthusranken und einer Figur Johannes d. T. Oktogonale, marmoriert gefasste Holztaufe mit weitausschwingender Kuppa, bezeichnet 1688. Eule-Orgel mit Neurenaissance-Prospekt, 1893.
Zahlreiche aufwendige Grabmäler: Fein gearbeitetes, farbig gefasstes Epitaph aus Holz für Franz von Nostitz († 1576), 1989–94 restauriert, die Haupttafel aus der Cranach-Schule mit Darstellung der Kreuzigung, im Vordergrund der Stifter und seine Familie. Aufwendige Rahmung mit von Konsolen getragenen, kannelierten Säulen, auf dem verkröpften Gesims halten Putten eine Kartusche mit dem Nostitzschen Wappen, darüber eine weibliche Figur, seitlich eine betende Frauengestalt und eine Caritas. Sandstein-Denkmal der Johanna Eleonora von Nostitz († 1678), über einem gerafften Inschriftentuch schön gearbeitetes Relief mit einer knienden Frau, der aus den Wolken eine Krone gereicht wird, und zwei Kindern vor einem Kruzifix, gerahmt von zwei Putten mit Palmenzweig und einem Schriftband. Stark plastisches, farbig gefasstes Sandstein-Epitaph für Kaspar Christoph von Nostitz († 1709), über einer Rankenkartusche mit Wappen eine breite, mit Ranken und Voluten gestaltete Schriftkartusche, auf dem Abschlussgesims sitzen zwei Engel, die das Rundrelief des Verstorbenen halten. In ähnlicher Gestaltung das farbig gefasste Sandstein-Epitaph der Ehefrau Ursula Margareta von Nostitz († 1707), auffällig die großen, rankengeschmückten Voluten des Mittelteils. Aufwendiges Sandstein-Epitaph für Christoph Friedrich von Gersdorf († 1725), Johann Christian Kirchner zugeschrieben, vor einem Sockel mit kräftigen Lambrequins zwei Adler mit dem Familienwappen, darüber eine große Schrifttafel, gerahmt von wappengeschmückten Pilastern, seitlich bewegte Figuren, Fides und Caritas. Vor dem reich profilierten Gesims eine Kartusche mit Porträtdarstellung, darüber zwischen Wolken Engelsköpfe und Sonne. Auf den Gesimsabschlüssen sitzen Fama und Justitia. In der Turmhalle Grabmal des Franz von Nostitz († 1576), ganzfiguriges Relief eines Ritters, zu seinen Füßen der Helm. Grabmal der Ursula von Rodewitz (um 1600), betende Frauengestalt mit Kappe, gerafftem Mantel und gefältetem Kleid. Grabmal der Anna Helene von Nostitz († 1615), ganzfiguriges Relief einer jungen Frau mit langem Haar und stark geschnürtem Kleid. Grabmal der Anna von Nostitz († 1629), ganzfiguriges Relief einer betenden Frau mit tiefgezogener Kappe, reich gefältetem Kleid und Mantel. Grabmal des Christoph von Nostitz († 1634), ganzfiguriges Relief eines betenden Mannes mit langem, innen pelzbesetztem Mantel und Stiefeln. An der Außenwand Grabplatte des Hans Christoph von Nostitz († 1643), ganzfiguriges Relief eines Ritters mit in der Hüfte aufgestütztem Arm.